# Xunxi (ort i Kina, Jiangxi Sheng, lat 27,61, long 116,79)
Xunxi är en ort i Kina. Den ligger i provinsen Jiangxi, i den sydöstra delen av landet, omkring 150 kilometer sydost om provinshuvudstaden Nanchang. Antalet invånare är 6 502. Befolkningen består av 3 030 kvinnor och 3 472 män. Barn under 15 år utgör 22,0 %, vuxna 15-64 år 69 %, och äldre över 65 år 7,0 %.
Runt Xunxi är det ganska tätbefolkat, med 179 invånare per kvadratkilometer. Närmaste större samhälle är Xujia, 10,5 km nordväst om Xunxi. I omgivningarna runt Xunxi växer i huvudsak blandskog.
Genomsnittlig årsnederbörd är 2 563 millimeter. Den regnigaste månaden är juni, med i genomsnitt 466 mm nederbörd, och den torraste är oktober, med 21 mm nederbörd.